# Walter Boucquet
Walter Boucquet (Meulebeke, 11 mei 1941 – Ingelmunster, 10 februari 2018) was een Belgisch profwielrenner. 

## Loopbaan
Boucquet was professional van 1963 tot 1970. Hij stopte op zijn 29e al met koersen en werd later voorzitter van een wielerploeg, caféuitbater en vertegenwoordiger in veevoeder. Hij won onder meer een etappe in de Ronde van Italië 1964.
In 2016 kreeg hij een hersentumor. Hij overleed op 76-jarige leeftijd in een rusthuis.

## Belangrijkste overwinningen
1963
3e etappe Ronde van Noord-Frankrijk
1964
16e etappe Ronde van Portugal
12e etappe Ronde van Italië
Grote Landenprijs
1965
GP de Belgique
Omloop van West-Brabant
1966
GP de Belgique
2e etappe deel A Vierdaagse van Duinkerke
Omloop van het Houtland
1968
Ronde van Picardië
Omloop van West-Brabant
Omloop van het Houtland

## Resultaten in voornaamste wedstrijden
| Jaar | Ronde van Italië | Ronde van Frankrijk | Ronde van Spanje |
| ---- | ---------------- | ------------------- | ---------------- |
| 1963 |                  |                     |                  |
| 1964 | 55e (1)          | opgave              |                  |
| 1965 | opgave           | 21e                 |                  |
| 1966 |                  | 70e                 |                  |
| 1967 |                  |                     |                  |
| 1968 |                  |                     |                  |
| 1969 |                  |                     | 41e              |
| 1970 |                  |                     | 53e              |

| Jaar | Milaan-San Remo | Gent-Wevelgem | Parijs-Roubaix | Parijs-Tours | Kuurne-Brussel-Kuurne |
| ---- | --------------- | ------------- | -------------- | ------------ | --------------------- |
| 1963 |                 |               | 49e            | 14e          |                       |
| 1964 | 67e             |               |                | 56e          |                       |
| 1965 |                 |               |                | 44e          |                       |
| 1966 |                 |               |                |              |                       |
| 1967 | 69e             | 58e           |                |              | Brons                 |
| 1968 |                 | 65e           | 22e            | 21e          |                       |
| 1969 | 98e             | 68e           |                |              |                       |
| 1970 | 92e             |               |                |              |                       |

## Ploegen
- 1963 –  Faema-Flandria
- 1963 –  Flandria-Romeo
- 1963 –  Flandria-Romeo
- 1963 –  Mann-Grundig
- 1963 –  Mann-Grundig
- 1963 –  Pull Over Centrale-Tasmanie
- 1963 –  Pull Over Centrale-Tasmanie
- 1970 –  Mann-Grundig